# Ellguth (Zülz)
Ellguth, polnisch Ligota Bialska ist ein Ort in der Gemeinde Zülz (Biała) im Powiat Prudnicki der Woiwodschaft Opole in Polen.

## Geographie
Das Straßendorf Ellguth liegt etwa zwei Kilometer nordöstlich von Zülz, 13 Kilometer nordöstlich von Prudnik und 34 Kilometer südlich von Opole in der Schlesischen Tiefebene am linken Ufer des Zülzer Wassers (Biała).
Nachbarorte von Ellguth sind im Nordwesten Ottok (Otoki), im Norden Ernestinenberg (Górka Prudnicka), im Nordosten Radstein (Radostynia), im Osten Krobusch (Krobusz), im Süden die Stadt Zülz und im Südwesten Waschelwitz (Wasiłowice).

## Geschichte

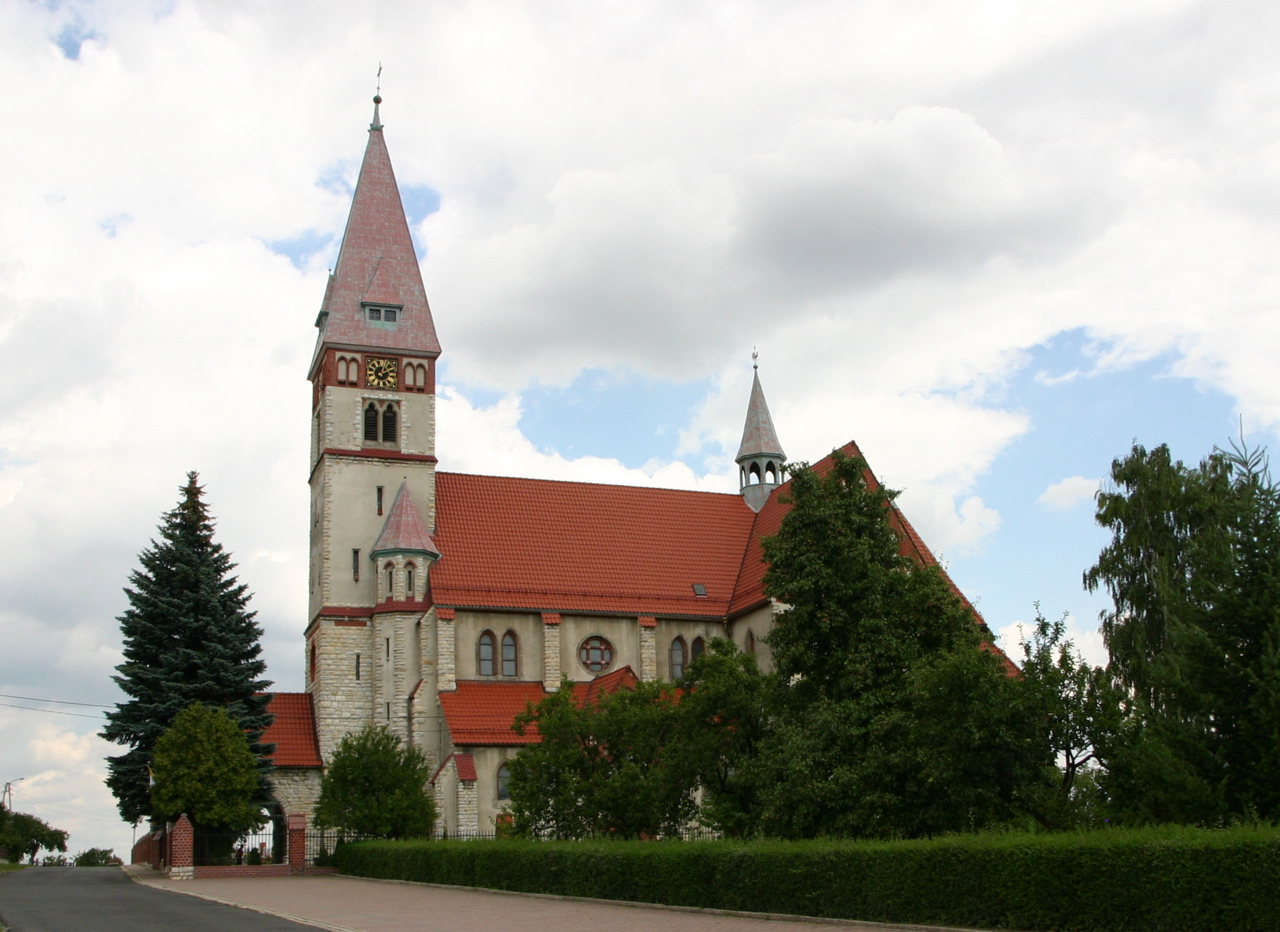
Stanislauskirche

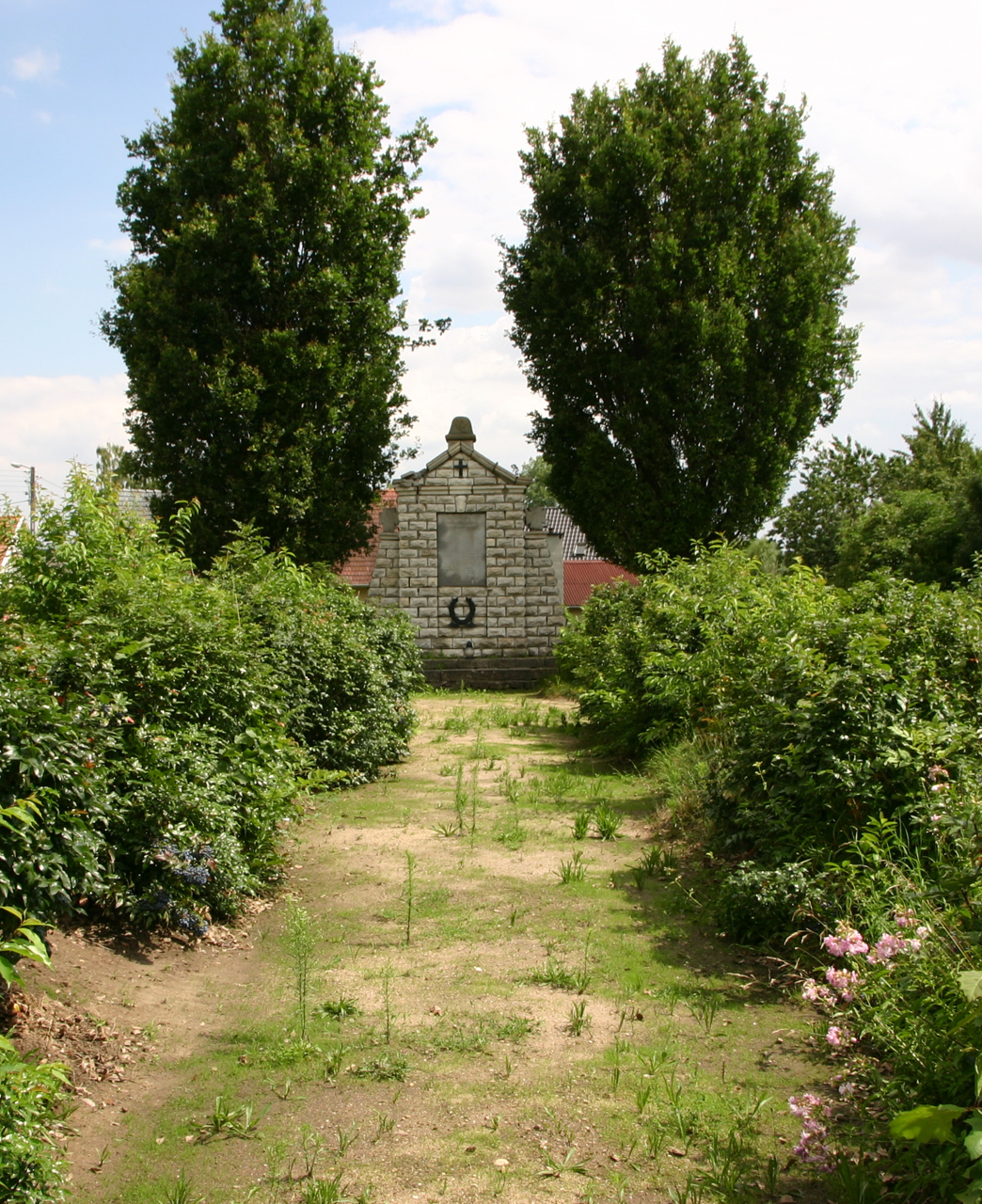
Gefallenendenkmal

Erstmals urkundlich erwähnt wurde „Elgoth“ im Jahre 1383. Für das Jahr 1447 ist eine Kirche belegt. Weitere überlieferte Ortsbezeichnungen stammen aus den Jahren 1531 als Elgota sowie 1534 Lhotta.
Nach dem Ersten Schlesischen Krieg 1742 gelangte Ellguth mit dem größten Teil Schlesiens an Preußen.
Nach der Neugliederung der Provinz Schlesien gehörte die Landgemeinde Ellguth ab 1816 zum Landkreis Neustadt O.S., mit dem sie bis 1945 verbunden blieb. 1845 wurden für Ellguth verzeichnet: eine katholische Pfarrkirche, eine katholische Schule, eine Mühle, eine Schmiede und 61 weitere Häuser. Die Einwohnerzahl lag bei 357, allesamt katholisch. 1855 lebten 515 Einwohner in Ellguth. 1865 bestanden im Ort 11 Bauern-, 15 Gärtnerstellen und 47 Häuslerstellen. Die katholische Schule wurde im gleichen Jahr von 122 Schülern besucht. 1874 wurde der Amtsbezirk Radstein gebildet, dem die Landgemeinden Ellguth, Ernestinenberg, Mokrau und Radstein und die Gutsbezirke Mokrau Domäne und Radstein Domäne eingegliedert wurden. 1885 zählte Ellguth 565 Einwohner.
Bei der Volksabstimmung in Oberschlesien am 20. März 1921 stimmten 389 Wahlberechtigte für einen Verbleib bei Deutschland und 109 für Polen. Ellguth verblieb beim Deutschen Reich. 1933 lebten im Ort 614 Einwohner, 1939 waren es 579 Einwohner.
Als Folge des Zweiten Weltkriegs fiel Ellguth 1945 mit dem größten Teil Schlesiens an Polen. Nachfolgend wurde es in Ligota Bialska umbenannt und der Woiwodschaft Schlesien angeschlossen. 1950 wurde es der Woiwodschaft Opole eingegliedert. Seit 1999 gehört es zum Powiat Prudnicki. Am 6. März 2006 wurde in der Gemeinde Zülz, der Ellguth angehört, Deutsch als Zweite Amtssprache eingeführt. 2008 erhielt der Ort zusätzlich den amtlichen deutschen Ortsnamen Ellguth.

## Sehenswürdigkeiten
- Die römisch-katholische Stanislauskirche (Kościół św. Stanisława Męczennika) wurde zwischen 1908 und 1912 erbaut. 1912 wurde sie durch den Breslauer Weihbischof Karl Augustin geweiht. Ein Vorgängerbau bestand an gleicher Stelle seit dem 17. Jahrhundert. Umgeben ist die Kirche vom örtlichen Friedhof.[8]
- Denkmal für die Gefallenen des Ersten Weltkriegs
- Steinerne Wegekapelle mit Marienstatue
- Steinernes Wegekreuz

## Vereine
- Fußballverein LZS Ligota Bialska